# Östersjöbryum
Östersjöbryum (Bryum marratii) är en bladmossart som beskrevs av William M. Wilson 1855. Östersjöbryum ingår i släktet bryummossor, och familjen Bryaceae. Enligt den finländska rödlistan är arten starkt hotad i Finland. Enligt den svenska rödlistan är arten nära hotad i Sverige. Arten förekommer på Gotland, Götaland, Nedre Norrland och Övre Norrland. Arten har tidigare förekommit på Öland och Svealand men är numera lokalt utdöd. Artens livsmiljö är strandängar vid Östersjön. Inga underarter finns listade i Catalogue of Life.